# Руиру
Руиру (англ. Ruiru) — город на юге центральной части Кении, на территории Центральной провинции страны.

## География
Абсолютная высота — 1564 метра над уровнем моря. Расположен всего в 3 км от границы Найроби и является по своей сути спальным районом кенийской столицы. Площадь Руиру составляет 292 км².

## Население
По данным на 2013 год численность населения составляет 188 778 человек.
Динамика численности населения города по годам:
| 1979  | 1989   | 1999   | 2013    |
| ----- | ------ | ------ | ------- |
| 1 718 | 23 316 | 79 741 | 188 778 |

## Экономика
В прилегающих к городу районах широко распространены кофейные плантации.